# Dark & Wild
A Dark & Wild a BTS nevű dél-koreai együttes első stúdióalbuma, amely 2014. augusztus 19-én jelent meg a Big Hit Entertaiment kiadásában. Az album 14 számot tartalmaz. A Dark & Wild 2014-ben 14. volt a legtöbbet eladott albumok között Dél-Koreában.

## Háttér
A BigHit Entertainment 2014. július 30-án bejelentette az új albumot és az első előzetes augusztus 5-én került fel a YouTube-ra. A videóban először a Paradicsomot láthatjuk és egy-két gyermekkort idéző tárggyal, majd az egész atmoszférája megváltozik: sötét és kietlen lesz. Több olyan dolog is megjelenik benne, amelyek a későbbi klipekben vagy dalokban visszatérnek (homok, telefon, virág).[forrás?] A videó alatt a csapat vezére, RM rappel. Augusztus 7-én megjelentek a tagokról készült előzetes-képek és a számlista. A csapat visszatérése (comeback) augusztus 19-én volt, a Danger, War of Hormone és a Let Me Know c. számaikkal.

## Videóklipek
Az albummal együtt, 2014. augusztus 14-én jelent meg a Danger című számhoz a zenés videó a YouTube-on, majd november 9-én a japán változat is. Október 21-én a War of Hormone-hoz is készült videóklip. November 20-án felkerült a Danger újabb változata (mix), ezúttal egy vietnámi énekessel, Thanh Bùi-val.

## Számlista[5]
| 1.    | Intro: What am I to You                                                                                       | Pdogg RM                                             | Pdogg                     | 2:45 |
| 2.    | Danger | Pdogg Thanh Bui "Hitman" Bang RM Suga J-Hope         | Pdogg                     | 4:05 |
| 3.    | 호르몬 전쟁 (Horumon csondzseng (Horeumon Jeonjaeng) / War of Hormone)                                        | Pdogg Supreme Boi RM SUGA J-Hope                     | Pdogg                     | 4:26 |
| 4.    | 힙합성애자 (Hophapszong-edzsa (Hibhabseong-aeja) / Hip Hop Lover)                                             | Pdogg RM SUGA J-Hope                                 | Pdogg                     | 4:17 |
| 5.    | Let Me Know                                                                                                   | SUGA Pdogg RM J-Hope                                 | SUGA Pdogg                | 4:15 |
| 6.    | Rain | Slow Rabbit RM SUGA J-Hope                           | Slow Rabbit               | 4:25 |
| 7.    | BTS Cypher Pt. 3: Killer (ft. Supreme Boi)                                                                    | Supreme Boi RM SUGA J-Hope                           | Supreme Boi               | 4:28 |
| 8.    | Interlude:뭐해 (Interlude: Mvohe (Mwohae) / Interlude: What Are You Doing)                                    |                                                      | Slow Rabbit               | 0:42 |
| 9.    | 핸드폰 좀 꺼줄래 (Henduphon csom kkodzsulle (Haendeupon jom kkeojullae) / Would You Turn off Your cellphone?) | Pdogg RM SUGA J-Hope                                 | Pdogg                     | 3:54 |
| 10.   | 이불킥 (Ibulkhik (I-bul kkig) / Blanket Kick)                                                                 | "Hitman" Bang Shawn Slow Rabbit Pdogg RM SUGA J-Hope | "Hitman" Bang Shawn Pdogg | 4:02 |
| 11.   | 24/7=Heaven                                                                                                   | Pdogg Slow Rabbit RM SUGA J-Hope                     | Pdogg                     | 3:46 |
| 12.   | 여기 봐 (Jogi pva (Yeogi-bwa) / Look Here)                                                                    | 250 Jinbo RM SUGA J-Hope                             | HoBo                      | 3:39 |
| 13.   | 2학년 (2 hangnjon (hagnyeon) / 2nd Grade)                                                                     | Supreme Boi RM SUGA J-Hope                           | Pdogg                     | 3:55 |
| 14.   | Outro: 그게 말이 돼? (Outro: Kuge mari tve (Geuge mal-i dwae?) / Outro: Does that make sense?)                | SiMo Supreme Boi                                     | SiMo Supreme Boi          | 2:53 |
| 49:52 | |                                                      |                           |      |

## Díjak, sikerek

### Heti
- Dél-Korea Gaon Album Chart:[9] 2. hely
- US Billboard World Albums Chart: 3. hely
- US Top Heatseekers: 27. hely

### Havi
- Dél-Kora Gaon Album Chart:[10] 3. hely

### Éves
- Dél-Korea Gaon Album Chart (2014[11]): 14. hely
- Dél-Korea Gaon Album Chart (2015):[12] 68. hely
- Dél-Korea Gaon Album Chart (2016):[13] 74. hely

### Díj
29. Golden Disk Awards 2015 Album Division díj